# Bourbakiseminariet
Bourbakiseminariet (franska: Séminaire Nicolas Bourbaki [se.mi.nɛʁ nikɔla buʁbaki]; namngivet efter Nicolas Bourbaki) är en serie seminarier som har hållits i Paris sedan 1948. Det är en av de viktigaste institutionerna för samtida matematik och har varit en inspiration för Poincaréseminariet.

## Seminarier
- Lista över Bourbakiseminarier (1948–1959)
- Lista över Bourbakiseminarier (1960–1969)
- Lista över Bourbakiseminarier (1970–1979)
- Lista över Bourbakiseminarier (1980–1989)
- Lista över Bourbakiseminarier (1990–1999)
- Lista över Bourbakiseminarier (2000–2009)
- Lista över Bourbakiseminarier (2010–2019)
- Lista över Bourbakiseminarier (2020–2029)

## Utgivare
Protokollen för seminarierna har givits ut av fyra olika förlag under åren. Mellan 1948 och 1965 publicerades det som Textes des conférences / Séminaire Bourbaki av Secrétariat Mathématique vid Paris universitet. 1966 utfärdades en speciell reproduktion av tolv volymer av W. A. Benjamin Company. Förlaget fortsatte att publicera fram till 1968. Springer-Verlag publicerade mellan 1968 och 1981 som en del av sina föreläsningsanteckningar i matematikserien. Sedan 1981 har seminariet publicerats av Société Mathématique de France som en del av Astérisque.